# Berlinski zid
A Berlinski zid (magyarul: Berlini fal) szlovén újhullámos együttes Ljubljanából, az egykori Jugoszláviából. Szövegeik provokatívak, vádoló hangvételűek voltak, zenéjük a punkban gyökerezett. Szerepeltek az 1980-as kultikus Novi Punk Val válogatáslemezen, de nagylemezfelvételi lehetőséget nem kaptak. Ehelyett be kell érniük egy 1980-as nagyon ritka, négyszámos demófelvétellel.
A Berlinski zid mindenképpen rendhagyó zenekar, igazi úttörője volt az újhullámnak az egykori Jugoszláviában.